# Helge Åkerberg
Helge August Teodor Åkerberg, född 3 november 1892 i Stockholm, död 27 maj 1979 i Göteborg, var en svensk målare.
Han var son till skeppstimmermannen vid flottan August Wilhelm Åkerberg och Augusta Andersson. Åkerberg var elev vid Joseph Jonssons skyltfabrik 1907–1908 och gick som målarlärling 1909–1913 samtidigt bedrev han konststudier för Per Malmén och Carl Grabow vid Tekniska skolans kvällsundervisning. Därefter studerade han vid Birkagårdens folkhögskola 1917 samtidigt som han arbetade som journalist. Han emigrerade till Amerika 1922 och arbetade där som dekorationsmålare fram till 1957. Under sin tid i Amerika utförde han ett stort antal dekorationsmålningar och fresker i kyrkor, teatrar, affärslokaler och privathem. Bland de noterbara märks en landskapsfresk i Guy Lombardos villa och målningen i Community Church i Glen Rock i New Jersey. Efter att han återflyttade till Sverige var han verksam som fri konstnär. Separat ställde han ut på Modern nordisk konst i Göteborg 1967 och han medverkade i samlingsutställningar på Göteborgs konsthall. Hans konst består av stafflimålningar utförda i akvarell och gouache. Åkerberg är representerad vid svenska sjömanskyrkan i London.